# Knorrendorf
Knorrendorf är en kommun och ort i Landkreis Mecklenburgische Seenplatte i förbundslandet Mecklenburg-Vorpommern i Tyskland.
I kommunen finns orterna Knorrendorf, Kastorf, Kleeth, Gädebehn och Friedrichsruh.
Kommunen ingår i kommunalförbundet Amt Stavenhagen tillsammans med kommunerna Bredenfelde, Briggow, Grammentin, Gülzow, Ivenack, Jürgenstorf, Kittendorf, Mölln, Ritzerow, Rosenow, Stavenhagen och Zettemin.